# 25-мм автоматическая зенитная пушка Гочкисс
25-мм автоматическая зенитная пушка Гочкисс (фр. Mitrailleuse de 25 mm contre-aéroplanes) — французская пушка, разработанная фирмой Hotchkiss и применявшаяся французской и другими армиями во время Второй мировой войны.
Несмотря на того же изготовителя и калибр, данный образец не имеет отношения к 25-мм противотанковой пушке обр.34, в частности, применяемый снаряд совершенно отличен.

## История
После Первой мировой войны руководство французской армии выразило потребность в зенитной автоматической пушке. Компания Гочкисс в 1932 году представила свою конструкцию, но она была отвергнута и выпускалась только на экспорт. В 1938 году. по мере ухудшения международной обстановки и неготовности к выпуску 37-мм системы Шнейдера (Schneider 37 mm Mle 1930, которой ранее было отдано предпочтение), было решено всё же принять имеющийся в наличии образец и с изъятием выпущенных для Румынии орудий.
Оригинальный треногий лафет был признан неустойчивым, что привело к разработке нового лафета и двухколёсного передка к нему. Однако, несмотря на все усилия, к началу немецкого наступления в мае 1940 года во французских войсках было только больше восьми сотен этих пушек (447 Mle 1938, 390 Mle 1939 и 147 Mle 1940), а также около двухсот Эрликонов, что значительно снизило способности французской армии к сопротивлению.

## Варианты и модификации
Mitrailleuse de 25 mm contre-aéroplanes modèle 1938
- ранняя серия на оригинальном треножном лафете, предназначалась для Румынии (Tun antiaerian cu tragere repede Hotchkiss Model 1939)

Mitrailleuse de 25 mm sur affût universal Hotchkiss Mle 1938
- французская версия до внесения модификаций, несколько отличная от румынской[3]

Mitrailleuse de 25 mm contre-aéroplanes modèle 1939
- утяжелённый и более устойчивый лафет

Mitrailleuse de 25 mm contre-aéroplanes modèle 1940
- Вариант с повышенной скорострельностью для флота и крепостей

Mitrailleuse de 25 mm contre-aéroplanes modèle 1940 jumelée
- Спаренная установка для крепостей

## Применение в иностранных армиях
- Япония приобрела лицензию и, после внесения нескольких небольших изменений, направленных на упрощение конструкции, стала выпускать «25-мм зенитную пушку Тип 96», устанавливавшуюся на большинстве кораблей Императорского флота.
- Республиканская Испания заключила контракт на поставку пушек в декабре 1935 года, также для ВМС; 5 штук были получены в январе 1936 и установлены уже в ходе Гражданской войны на эсминцы «Jose Luis Díez», «Lepanto» и «Ulloa». После войны эти зенитки состояли на вооружении в течение 1940-х годов[4].
- Трофейные французские орудия в германском Вермахте именовались 2,5 cm FlaK Hotchkiss 38 и 2,5 cm FlaK Hotchkiss 39.
- Румынии всё же удалось получить заказанное вооружение, но лишь в 1943 году у захватившей Францию Германии[5][6].